# Марґріт Зеґерс
Марґріт Зеґерс (нід. Margriet Zegers, 29 квітня 1954) — нідерландська хокеїстка на траві.
Олімпійська чемпіонка 1984 року.
Чемпіонка Європи 1984 року.
Чемпіонка світу 1983 року, срібна призерка 1981 року.